# 1325 в Україні

## Події
- Галицько-Волинським князем став Юрій II Болеслав, змістивши Володимира Львовича, останнього з роду Романовичів.

## Засновані, зведені
- Савчиці